# Nishin Lake
Nishin Lake är en sjö i Kanada.   Den ligger i Thunder Bay District och provinsen Ontario, i den sydöstra delen av landet, 1 000 km väster om huvudstaden Ottawa. Nishin Lake ligger 385 meter över havet. Arean är 0,43 kvadratkilometer. Den ligger vid sjön Upper Nishin Lake. Den sträcker sig 1,4 kilometer i nord-sydlig riktning, och 0,8 kilometer i öst-västlig riktning.
I omgivningarna runt Nishin Lake växer i huvudsak blandskog. Trakten runt Nishin Lake är nära nog obefolkad, med mindre än två invånare per kvadratkilometer.